# Voo Cruzeiro do Sul 302
O Voo Cruzeiro do Sul 302 foi uma rota comercial doméstica operada por um Airbus A300B4-203 da Cruzeiro do Sul, prefixo PP-CLB, que vinha do Aeroporto Internacional do  Rio de Janeiro-Galeão até o Aeroporto Internacional de Manaus, com escalas em Salvador, Recife, Fortaleza, São Luís e Belém, transportando 162 passageiros e 14 tripulantes. Em 3 de fevereiro de 1984, a aeronave foi sequestrada na ida à Belém por três cearenses que exigiram que fossem levados à Cuba. Após pousar em Paramaribo, Suriname, liberaram os passageiros e seguiu à Cuba onde ao chegar os tripulantes puderam retornar ao Brasil, enquanto os sequestradores ficaram até 1995.

## Antecedentes e sequestradores

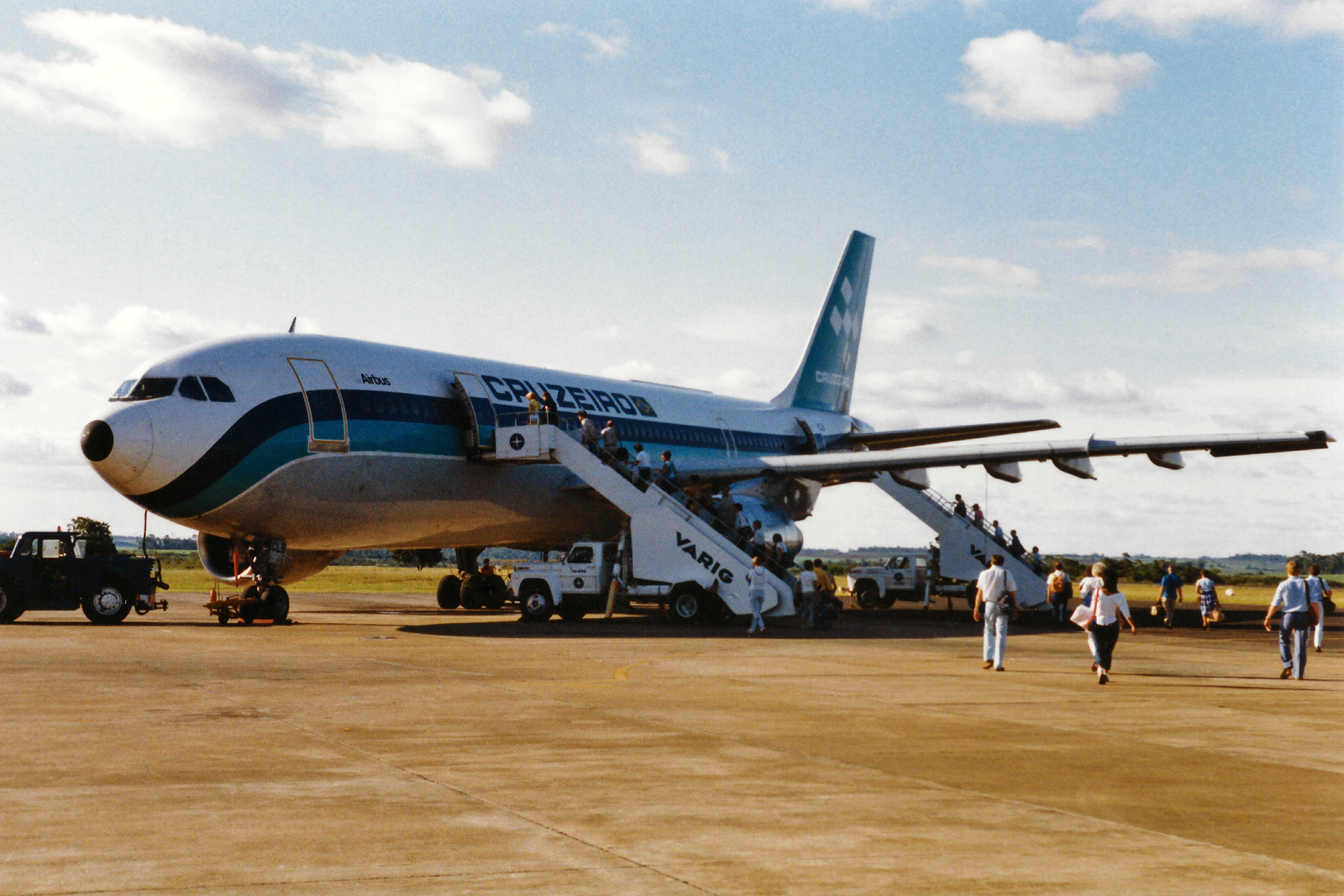
PP-CLB, a aeronave envolvida no incidente, em novembro de 1983.

A aeronave era um Airbus A300B4-203 operada pela companhia aérea Cruzeiro do Sul, uma subsidiária da Varig desde 1975, depois de ser vendida após uma grande crise financeira na empresa no início da década de 1970. De prefixo PP-CLB, foi um dos dois primeiros A300s do Brasil. O avião chegou à Cruzeiro do Sul em junho de 1980 e depois de um breve período de homologação e de treinamento das tripulações passou a operar pela companhia. Neste dia, o avião operaria numa rota entre São Luís, no Maranhão, até Belém, no Pará, e seguiria até Manaus, seu destino final. Vinha do Rio de Janeiro e havia feito escalas em Salvador, na Bahia, Recife, em Pernambuco, e Fortaleza, no Ceará, respectivamente.
A aeronave estava sendo pilotada pelos comandantes Mílton Cruz e Jayme Maurício Dahne, junto do engenheiro de vôo Xavier Silva.

### Sequestradores

Imagem dos sequestradores. Na esquerda, está João Luiz, no meio, está Fernando (acima), enquanto na direita está Raimunda.

Os sequestradores eram João Luiz de Araújo, de 19 anos, Fernando Antônio Santiago, de 21 anos, e sua esposa, Raimunda Aníbal Santiago, de 22 anos. Fernando e Raimunda também levaram sua filha, Fernanda Cíntia Santiago, de apenas 3 meses de idade. Eles embarcaram na escala em Fortaleza. Alguns passageiros também disseram terem avistado pelo menos sete sequestradores (embora tenham tido somente três).
De acordo com o diretor da escola onde Fernando e João estudaram, José Araújo Vasconcelos concluiu que os motivos do sequestro eram políticos, e disse que "não foi difícil chegar a essa conclusão", pois eles "viviam insuflando os outros alunos a participarem de atividades subversivas, distribuindo planfetos e boletins". Com isso, a escola fechou o centro cívico, da qual Fernando e João eram presidente e vice-presidente de 1980 até 1982, respectivamente. Eles chegaram à ameaçar a chamar a polícia para reabrir o centro cívico.
O irmão de Fernando, Adílson Santiago, disse que João Luiz foi quem "fez a cabeça" dos outros sequestradores, incentivando-os a participar de reuniões políticas. Ele também contou que Fernando pouco antes de embarcar queimou alguns livros e anotações sobre Fidel Castro, arrancou o extrato da caderneta de poupança e levou todos os seus pertences. Alguns anos antes, em 1980, Fernando passou a trabalhar no Banco Real, Agência Centro, em Fortaleza, e permaneceu até 30 de novembro de 1983, onde foi demitido e não conseguiu arranjar outro emprego. A família de Fernando afirmou também que: "A sua demissão foi sem justa causa. Depois disso, o seu comportamento era de um homem abatido, sem perspectivas de trabalho".
O pai de Fernando, José Vicente Santiago, ficou chocado ao descobrir que seu filho estava entre os sequestradores, dizendo:
| “ | Se realmente o menino se meteu nisso, foi influenciado por alguém, com o nosso total desconhecimento. Aqui em casa ele falou nada a respeito desse assunto. O que sei é que após Fernando ser demitido do banco, mudou completamente, ficando ainda mais estranho. | ” |

#### Motivações
Por volta do final da ditadura militar no Brasil, a abertura política promovia a volta da eleição direta para presidência no país inteiro, contudo, João Luiz e Fernando acreditavam que a solução estava no livro A Ilha, do escritor Fernando Morais, que tecia o retrato de Cuba pós-revolucionária, com entrevistas de vários cubanos de diferentes classes sociais. Eles decidiram que a melhor maneira de chegar à Cuba era sequestrar uma aeronave, e com isso, Fernando levou consigo sua esposa Raimunda e sua filha.

## Sequestro e reações
O comandante Milton Cruz partiu do Aeroporto Internacional Marechal Cunha Machado, em São Luís (que era uma das escalas) às 22h38 da sexta-feira, 3 de fevereiro e pousaria Aeroporto Internacional Val de Cans, em Belém, em duas horas. De acordo com um porta-voz da Cruzeiro do Sul, antes que o avião chegasse a Belém, alguns dos sequestradores entraram no cockpit e forçaram o piloto a desviar o voo. Os pilotos explicaram que não possuiam combustível suficiente para chegar a Cuba e tentaram repetidas vezes fazer contato com o controle do aeroporto de  Caiena, com a finalidade de pousar para reabastecer, mas não tiveram êxito, visto que não havia pessoal no controle àquela hora da noite. Após tentarem fazer contato por quase duas horas, são instruídos pelo controle de Belém a efetuar pouso emergencial em Paramaribo. À 0h56 de 4 de fevereiro, a aeronave pousa no Aeroporto Zanderij, principal aeroporto internacional do Suriname, onde os sequestradores negociaram com o então embaixador do Brasil no país, Luiz Felipe Lampreia, e concordaram em libertar os 162 passageiros em troca de combustível extra e mapas, mas ainda mantendo os 14 membros da tripulação no avião.
Os passageiros não foram avisados de que o avião havia sido sequestrado e inicialmente achavam que más condições climáticas tinham atrasado o pouso em Belém, mas pela hora em que o avião pousou no aeroporto de Zanderij, sabiam que haviam sido sequestrados, mas não sabiam aonde estavam.
Após a parada em Zanderij, o avião decolou para Cuba às 5h20 e pousa às 9h42 no Aeroporto Internacional Ignacio Agramonte, em Camagüey, Cuba. Autoridades cubanas levaram os sequestradores em custódia e permitiram que a tripulação levasse o avião de volta ao Brasil. Não houve registro de feridos.